# Lithiumfluorosulfonat
Lithiumfluorosulfonat, LiSO3F ist das Lithium-Salz der Fluorsulfonsäure.

## Gewinnung und Darstellung
Die Verbindung kann durch die Reaktion von Lithiumchlorid und der Fluorsulfonsäure 120 °C bei erzeugt werden.
{\displaystyle {\ce {LiCl + HSO3F -> LiSO3F + HCl}}}
Auch kann die Reaktion von Lithiumhydroxid und Fluorfluorosulfonat das Salz hervorbringen.
{\displaystyle {\ce {FSO3F + 2 LiOH -> LiSO3F + LiF + H2O + 1/2O2}}}
Eine Methode zur Gewinnung wäre die Reaktion von Lithiumhydroxid und Ammoniumfluorosulfonat.
{\displaystyle {\ce {NH4SO3F + LiOH -> LiSO3F + NH3 + H2O}}}

## Eigenschaften
Lithiumfluorosulfonat hat ein hexagonales Kristallsystem mit der Raumgruppe Raumgruppe C2/m (Raumgruppen-Nr. 12). Die Gitterkonstanten sind a = 8,54 Å, b = 7,62 Å und c = 4,98 Å. Der Grad des β-Winkels beträgt 90°.